# تيمور إبراهيموف
تيمور إبراهيموف مواليد 15 يناير 1975 في طشقند، الجمهورية الأوزبكية السوفيتية الاشتراكية، هو ملاكم أوزبكستاني يصنف ضمن فئة الوزن الثقيل بدأ مسيرته الاحترافية سنة 2000. شارك في دورة الألعاب الأولمبية الصيفية سنة 1996.

## المسيرة الاحترافية
من نزالاته:
- خسر أمام جان مارك مورميك (2010/12/02).

## إحصائيات
خاض خلال مسيرته 36 نزالا، فاز في 31 وتعادل في 1 وخسر في 4. فاز بالضربة القاضية في 16 نزالا.

## روابط خارجية
- تيمور إبراهيموف على موقع بوكس ريك (الإنجليزية) (registration required)
- تيمور إبراهيموف على موقع أوليمبيديا (الإنجليزية)